# Aéroport de Victoria Falls
L'aéroport de Victoria Falls (Victoria Falls Airport) (code IATA : VFA • code OACI : FVFA) est un aéroport international desservant les chutes Victoria et est situé à 18 km au sud de la ville de Victoria Falls, au Zimbabwe.

## Vue d'ensemble
L'aéroport fonctionne 12 heures par jour.

## Situation
| Bulawayo Hararé Victoria · Falls |

## Compagnies aériennes et destinations
| Compagnies            | Destinations                                                                                      |
| --------------------- | ------------------------------------------------------------------------------------------------- |
| Airlink               | Johannesbourg OR Tambo, Kruger Mpumalanga, Le Cap                                                 |
| Air Zimbabwe          | Bulawayo-J. Nkomo, Harare                                                                         |
| CemAir                | Johannesbourg OR Tambo                                                                            |
| Discover Airlines     | En saison: Francfort, Windhoek Hosea Kutako                                                       |
| Ethiopian Airlines    | Addis-Abeba Bole                                                                                  |
| Fastjet Zimbabwe      | - Harare, - Hwange National Park, - Johannesbourg OR Tambo, - Kariba, - Kruger Mpumalanga, - Maun |
| FlyNamibia            | Windhoek Hosea Kutako                                                                             |
| FlySafair             | Johannesbourg OR Tambo                                                                            |
| Kenya Airways         | Le Cap, Nairobi-J. Kenyatta                                                                       |
| South African Airways | Johannesbourg OR Tambo                                                                            |

Actualisé le 31/11/2023